# تالار شهر هلسینکی
تالار شهر هلسینکی (انگلیسی: Helsinki City Hall)، (فنلاندی: Helsingin kaupungintalo, سوئدی: Helsingfors stadshus) یک ساختمان اداری مرکزی در هلسینکی، فنلاند است. تالار شهر در منطقه کرونون‌هاکا در خیابان پُوهیُویس‌اسپلانادی، مشرف به میدان بازار واقع شده‌است. تالار شهر مقر شورای شهر هلسینکی است.

## پیشینه
این بنا توسط کارل لودویگ انگل ابتدا به عنوان کاربری هتلی با نام سِوراهوئونِه در سال ۱۸۳۳ تکمیل شد و یک مرکز مهم فرهنگی برای اجرای نمایش بود. شورای شهر هلسینکی در سال ۱۹۰۱ این ساختمان را خریداری کرد و پس از نقل‌مکان هتل در سال ۱۹۱۳، آن را به عنوان تالار شهر بازسازی کرد.
بین سال‌های ۱۹۶۵ تا ۱۹۷۰ تالار شهر هلسینکی به‌طور اساسی توسط آرنو روسو ووئوری معمار فنلاندی بازسازی و نمای شیشه‌ای مدرن جایگزین سبک کلاسیک قدیمی شد.

## کارکرد
دفتر کار رسمی شهردار هلسینکی و معاونین وی و همچنین تالار جلسات شورای شهر در این بنا سازماندهی شده‌است. شورای شهر چهارشنبه‌های متناوب در تالار شورا تشکیل جلسه می‌دهد.
این بنا دارای یک گالری با نام رسمی ویرکا است که ورود و استفاده از آن برای همه ساکنان هلسینکی آزاد است. گالری ویرکا میزبان نمایشگاه‌ها، کنسرت‌ها و نمایش فیلم‌ها است.

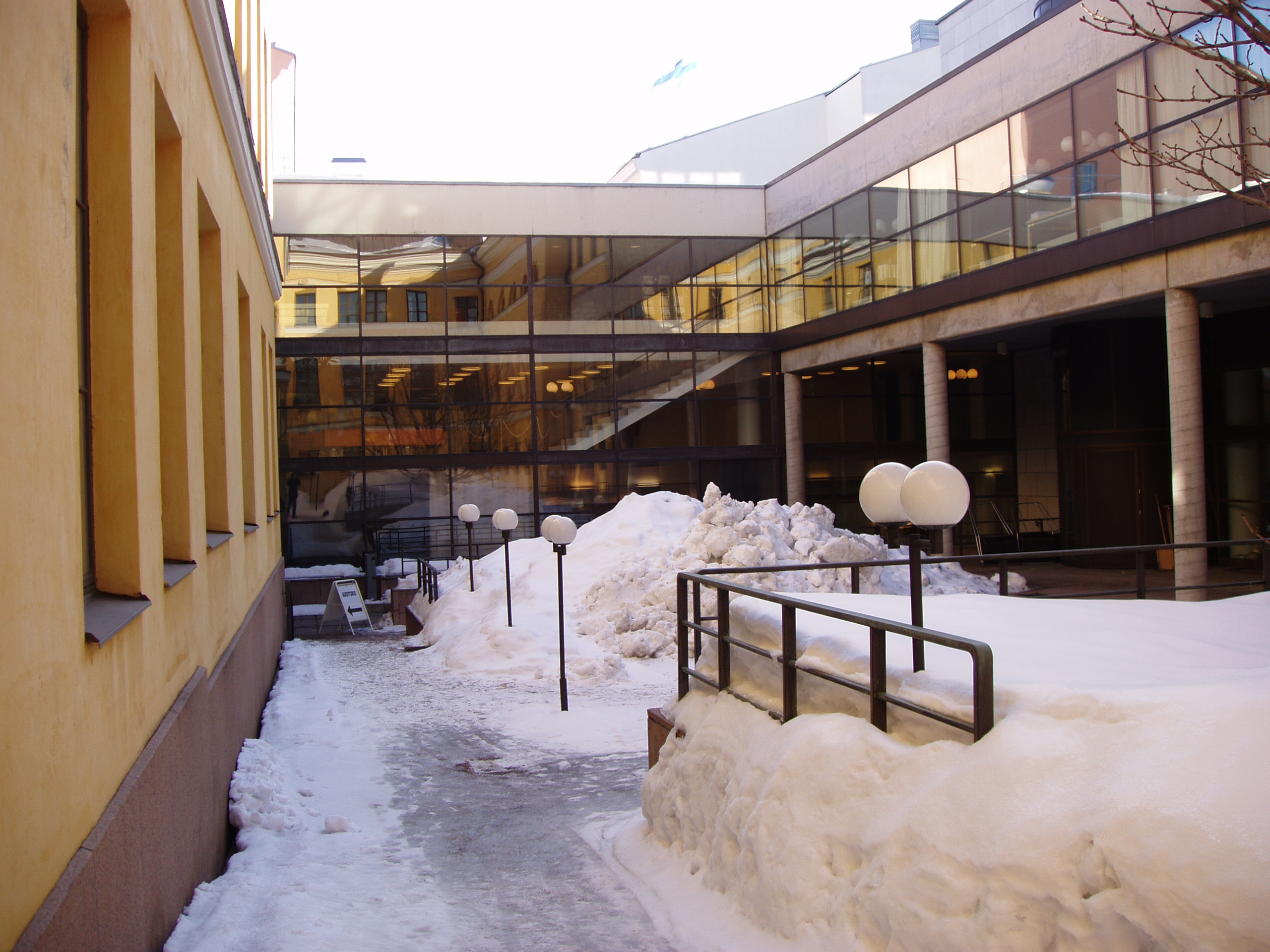
تالار شهر هلسینکی ۲۰۰۹. بازسازی شده توسط آرنو روسو ووئوری.

## نگارخانه

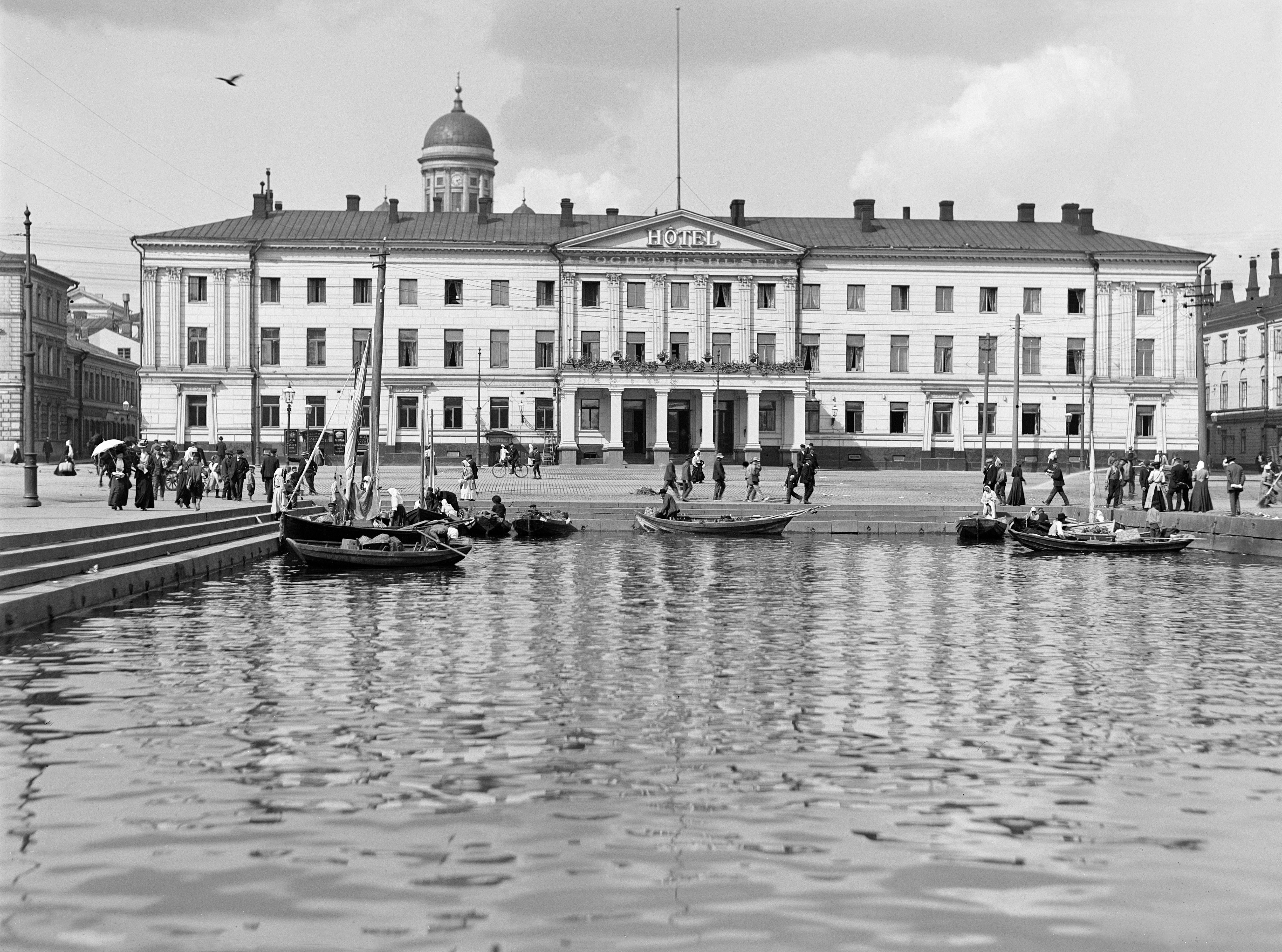
هتل سوراهوئونه. ۱۹۰۸. هلسینکی. در سال ۱۹۱۳ تالار شهر هلسینکی رسماً به این بنا نقل مکان کرد.